# Mycterus elongata
Mycterus elongata là một loài bọ cánh cứng trong họ Mycteridae. Loài này được Hopping miêu tả khoa học năm 1935.